# Distretto di Aršaly
Il distretto di Aršaly (in kazako: Аршалы ауданы) è un distretto (audan) del Kazakistan con  capoluogo Aršaly.